# Wataru Takagi
Wataru Takagi (高木 渉, Takagi Wataru), né le 25 juillet 1966, est un seiyū japonais travaillant pour la société Arts Vision.

## Rôles notables
- After War Gundam X (série): Garrod Ran
- Arc the Lad (TV): Alfred
- Armitage III (OAV): Lowell Guntz
- Ayakashi: Japanese Classic Horror Satō Yomoshichi
- Ayashi no Ceres (TV): Hayama
- Ashita he Free Kick (Graine de champion) (TV): Jose Mascowitz
- Beelzebub : Batim do Emuna Alindolon
- Bleach (TV): Shiba Ganjuu
- Burn Up W (OAV): Terroriste B
- Burst Angel (TV): Wong
- Candidate for Goddess (OAV): Gareas Elidd
- Chouja Reideen (TV): Shinobu Kaidou
- Cinderella Boy (TV): Aramis
- City Hunter: Goodbye My Sweetheart (spécial): Operator
- Crest of the Stars (TV): Undertaker
- Dead Leaves (OAV) as Quack Doctor
- Détective Conan: Différents personnages dans plusieurs films et OAV et le personnage portant son nom dans la série.
- Doraemon-1979 (TV): professeur de Nobita (4th: 2005)
- eX-Driver (Film): David
- Excel Saga (TV): Koshi Rikudo; Kosuke
- Gasaraki (TV): Symbol chief researcher
- Get Backers (série télévisée d'animation) (TV): Kait
- Golden Boy (OAV): Office worker
- Great Teacher Onizuka (TV): Eikichi Onizuka
- H2 (TV): Hironaga
- Hajime no Ippo (TV): Masaru Aoki
- Hellsing (OAV): Jan Valentine
- Hellsing (série télévisée d'animation) (TV): Leif (Ep 2)
- Hunter X Hunter (TV): Knuckle Bine
- Ichigo 100% (spécial) as Rikiya Komiyama
- Ichigo 100% (TV) as Komiyama
- Initial D (TV): Kenji
- Initial D (OAV): Kenji
- Initial D (film): Kenji
- Iria - Zeiram the Animation (OAV): Zeiram; Nanpuu
- JoJo's Bizarre Adventure (TV): Okuyasu Nijimura
- Keio Flying Squadron 2 : Toxic Waste Disposer et les ninjas
- Kyouryuu Boukenki Jura Tripper  (TV): Tank
- Licensed by Royal (TV): Frost
- Mahoujin Guru Guru (TV): Gail
- Monster (TV): Gustav
- Monster Rancher (TV): Suezou
- Naruto (Ninja du village de la Pluie)
- Naruto Shippûden (Tobi)
- New Cutey Honey (OAV) as Akakabu Hayami
- One Outs (TV): Nakane
- One Piece (TV): Bellamy et Vander Decken IX
- One Piece - Defeat The Pirate Ganzak! (OAV): Roronoa Zoro
- One Punch Man : Tête d'enclume (Saison 1, épisode 4)
- Onegai My Melody (TV): Baku
- Otaku no Video (OAV): Kitajima
- Pokémon (TV): Umio
- Pokémon Générations (ONA): Lambda
- Rumiko Takahashi Anthology (TV): Différents personnages dans plusieurs épisodes
- Rurouni Kenshin (TV): Tatewaki Shindou
- Rurouni Kenshin: Tsuioku Hen (OAV) as Shinsaku Takasugi
- s-CRY-ed (TV): George Tatsunami
- Saber Marionette R (OAV): Présentateur (Act 1)
- Sailor Moon R (TV): Rubeus
- Sakura Taisen 3 (jeu vidéo): Ciseaux
- Samouraï Pizza Cats (TV): Gotton; Yatto Kame No. 1 (ep. 9); Zekkoh Bird
- Samurai Shodown (film): Galford
- Shaman King (TV): Tokagerou
- Slayers Try (TV): Valgarv
- Space Pirate Captain Herlock The Endless Odyssey (OAV): Nu D
- Street Fighter Alpha (film d'animation) (film): Adon
- Tenchi Muyo! (film): Kamidake
- Tenchi Muyo! Ryo-Ohki (OAV): Kamidake; Azaka; Kamikura
- Tokkō (TV): Kaoru Kunikida
- Video Girl Ai (OAV)
- Yes! PreCure 5 (TV): Bunbee
- Yes! PreCure 5 GoGo! (TV): Bunbee
- Zatch Bell (TV): Kaneyama